# Bemessungsfahrzeug

Bemessungsfahrzeuge

Mit einem Bemessungsfahrzeug kann die Befahrbarkeit von Straßenverkehrsanlagen überprüft werden. Das Fahrzeug besteht dabei nur theoretisch, ist also ein Modell. Für viele Arten von Straßenfahrzeugen (Pkw, Lkw, Gelenkbus, Müllfahrzeug etc.) sind eigene Bemessungsfahrzeuge definiert worden. Sie repräsentieren jeweils eine Klasse von Fahrzeugen, die alle öffentlichen Straßen befahren dürfen, ohne dass eine Sondergenehmigung nötig ist. Da in der Realität nur selten Fahrzeuge auftreten, die die maximal zulässige Größe haben, ist das Bemessungsfahrzeug in der Regel kleiner. Die Maße und Gewichte orientieren sich daher in Deutschland an einem „85%-Fahrzeug“, das dem Großteil der zugelassenen Fahrzeuge entspricht.

## Eigenschaften
Dabei sind zu unterscheiden:
- Bemessung nach Gewicht und Achslast für den Straßenoberbau
- Bemessung nach Ausdehnung für Höhen und Breiten
- Bemessung nach Fahrgeometrie für Kurvenradien und Schleppkurven

Für kleinere Erschließungsstraßen wird oft das Feuerwehr- oder Müllfahrzeug als maßgebend angesetzt. Wenn der Verkehrsweg nicht für alle Kraftfahrzeuge befahrbar ist, muss der Baulastträger dieses durch Beschilderung anzeigen, beispielsweise mit dem entsprechenden Verkehrszeichen für maximal zulässige Höhe, Breite und Gewicht. Für Sonderrouten mit regelmäßigen Schwertransporten oder Militärtransporten gelten Einzelfallregelungen.

## Geschichte
Bemessungsgrößen wurden bereits im römischen Straßenbau verwendet, dadurch konnte das Straßennetz hierarchisch gegliedert werden. In islamischen Städten wurde ein ähnliches System verwendet: Hauptdurchgangsstraßen mussten zwei beladenen Kamelen Platz bieten, was vier bis acht Metern entspricht. Weniger wichtige Verbindungswege waren nur für ein Lastenkamel ausreichend. Die kleinsten Wege waren 1 bis 1,5 Meter breit, damit sich ein Esel und ein Mensch begegnen konnten.

## Normen und Standards
Deutschland
- FGSV: RBSV – Richtlinien für Bemessungsfahrzeuge und Schleppkurven zur Überprüfung der Befahrbarkeit von Verkehrsflächen, Ausgabe 2020
- FGSV: Empfehlungen für Anlagen des ruhenden Verkehrs, Ausgabe 2023

Seit der Festlegung der Normen sind die tatsächlich zugelassenen Fahrzeuge deutlich größer geworden. Nach einer Untersuchung von 2012 müsste das Pkw-Bemessungsfahrzeug eigentlich 19 cm länger und 15 cm breiter sein.
Bemessungsfahrzeuge für Fahrräder bzw. Lastenfahrräder sind in den genannten Richtlinien nicht durch die FGSV definiert worden. Aufgrund der steigenden Nutzungszahl und der teils schwierigen Befahrbarkeit mit diesen, besteht dahingehend jedoch Forschungsbedarf.
Schweiz
- Norm VSS 40 271a: Kontrolle der Befahrbarkeit, Ausgabe 2019-03